# District de Phước Bình
Le district de Phước Bình est un ancien district de la province de Phước Long au république du Viêt Nam puis devenir un district de la province de Sông Bé au Viêt Nam. Il devient le district de Phước Long en 1977 dans la province de Bình Phước. Il a acquis le statut de ville (thị xã) en 2009.